# Pacific Western Airlines

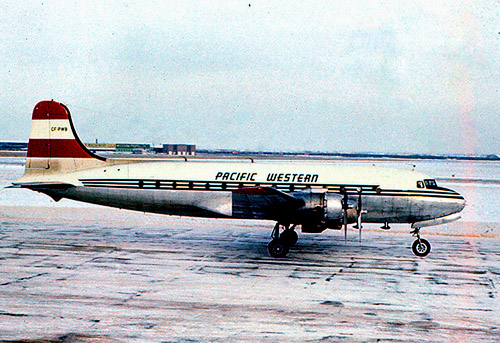
Eine Douglas DC-4 der PWA, 1959

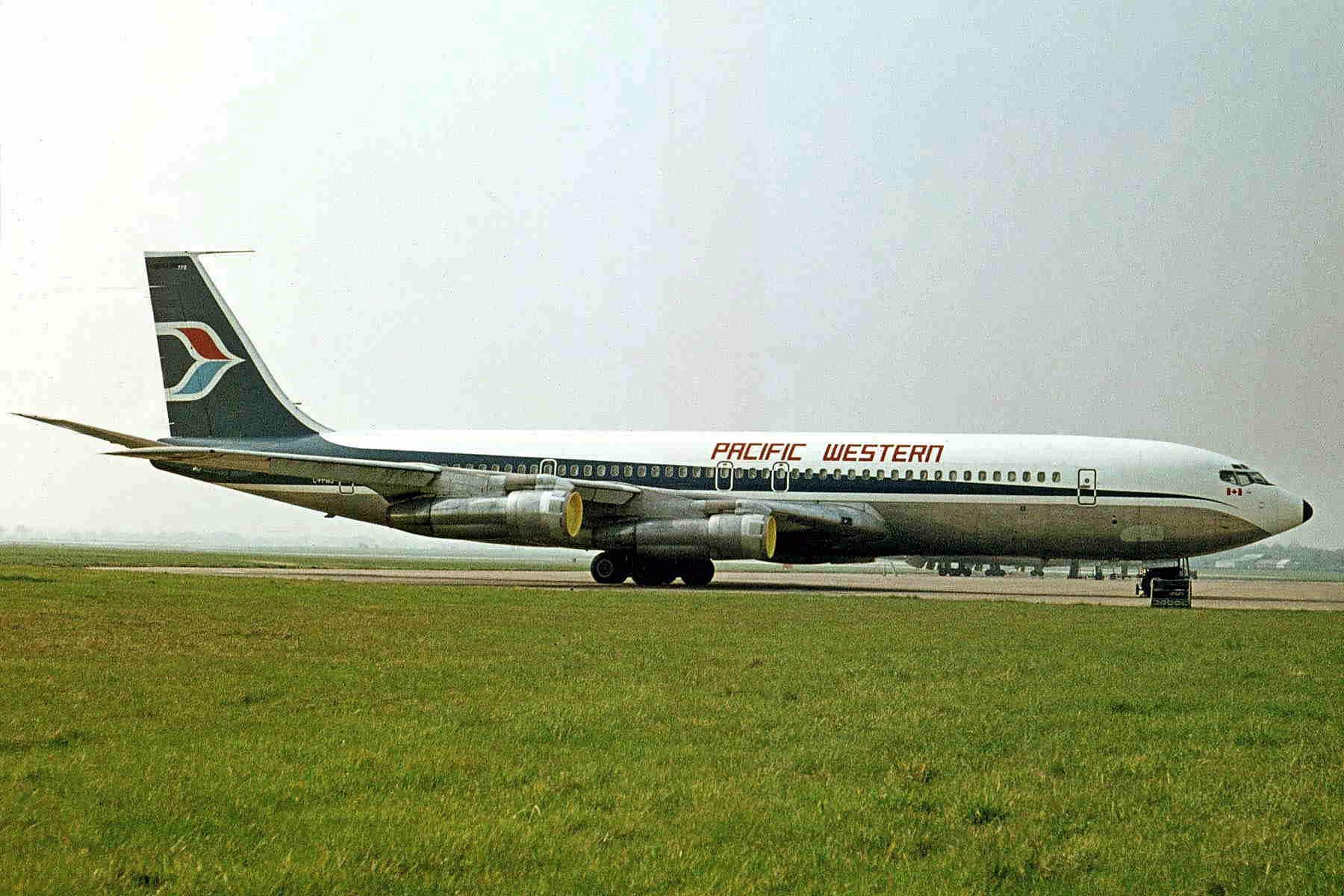
Eine Boeing 707 der PWA, Manchester 1974

Pacific Western Airlines, kurz „PWA“, war eine kanadische Fluggesellschaft mit Sitz in Vancouver, ab 1974 in Calgary. Nach Anfängen in der Buschfliegerei ab 1945 wuchs die Gesellschaft zur zweitgrößten kanadischen Fluggesellschaft, die ein großes Inlandsstreckennetz sowie weltweite Charterflüge betrieb. Im Jahr 1987 schloss sie sich mit zwei weiteren Gesellschaften zur Canadian Airlines International zusammen.

## Geschichte
Im Juli 1945 wurde Central British Columbia Airlines von zwei Buschpiloten und einem Minenbetreiber gegründet. In den Jahren von 1949 bis 1955 wurden etliche andere Fluggesellschaften übernommen, darunter auch Associated Airways, die über eine lukrative Lizenz zur Versorgung der militärischen Stützpunkte der Distant Early Warning Line verfügte, sowie Port Alberni Airways und Queen Charlotte Airlines.
Im Mai 1953 wurde der Firmenname in Pacific Western Airlines geändert. Ein Linienflugbetrieb wurde 1955 aufgenommen und deckte große Teile des Nordens und Westens von Kanada ab. Anfang 1956 verfügte PWA über 112 Flugzeuge.
Erstmals im Jahr 1964 wurden mit Douglas DC-6 Charterflüge ins Ausland aufgenommen, zuerst zu den karibischen Cayman Islands, gefolgt von Flügen nach Großbritannien.
Im Jahr 1967 wurden Charterflüge auch mit Langstreckenflugzeugen des Typs Boeing 707 begonnen, zunächst nach Hawaii und Mexiko, und später auch nach Europa einschließlich Frankfurt angeboten. Mit der Frachtversion dieses Typs wurden dann auch weltweit Frachtcharterflüge durchgeführt. Ebenfalls ab 1967 wurden Frachtcharterflüge mit Lockheed L-100 Hercules aufgenommen, von denen PWA im Laufe der Zeit 7 Stück nutzte. Diese Maschinen wurden auch auf Strecken bis nach Afrika, Südamerika und Japan eingesetzt.
PWA gehörte zu den frühen Kunden für die Boeing 737 und nahm im Dezember 1968 im Inland den Linienflugbetrieb mit diesem Typ auf.
Von 1974 bis 1983 übernahm die Regierung der Provinz Alberta die Eigentümerschaft der Gesellschaft. Die letzte Boeing 707 wurde 1979 verkauft.
Am 1. Dezember 1979 übernahm PWA die Fluggesellschaft Transair aus Winnipeg und dehnte damit ihr Streckennetz nach Saskatchewan und Manitoba aus.
Im Jahr 1980 übernahm PWA einen Minderheitsanteil von 24 % an Air Ontario.
Mit zwei Großraumflugzeugen des Typs Boeing 767 wurden ab 1983 die Inlandsstrecken mit der größten Nachfrage beflogen; allerdings wurden die beiden Maschinen schon 1985 wieder verkauft.
Im Dezember 1986 beschlossen die Aktionäre von PWA, die viel größere, jedoch in finanziellen Schwierigkeiten steckende Canadian Pacific Air Lines zu übernehmen. Die offizielle Übernahme fand am 1. Februar 1987 statt, und am 26. April 1987 wurden die Flugbetriebe der drei Fluggesellschaften Pacific Western Airlines, Canadian Pacific Air Lines und Nordair zu einer einzigen Fluggesellschaft mit dem neuen Namen Canadian Airlines International zusammengeschlossen. Alle drei bisherigen Namen wurden dabei aufgegeben.

## Flotte

### Flotte bei Betriebseinstellung
Beim Zusammenschluss zu Canadian Airlines International hatte Pacific Western Airlines folgende Flugzeuge in Betrieb:
- 27 × Boeing 737-200
- 01 × Lockheed L-100 Hercules

### Zuvor eingesetzte Flugzeuge

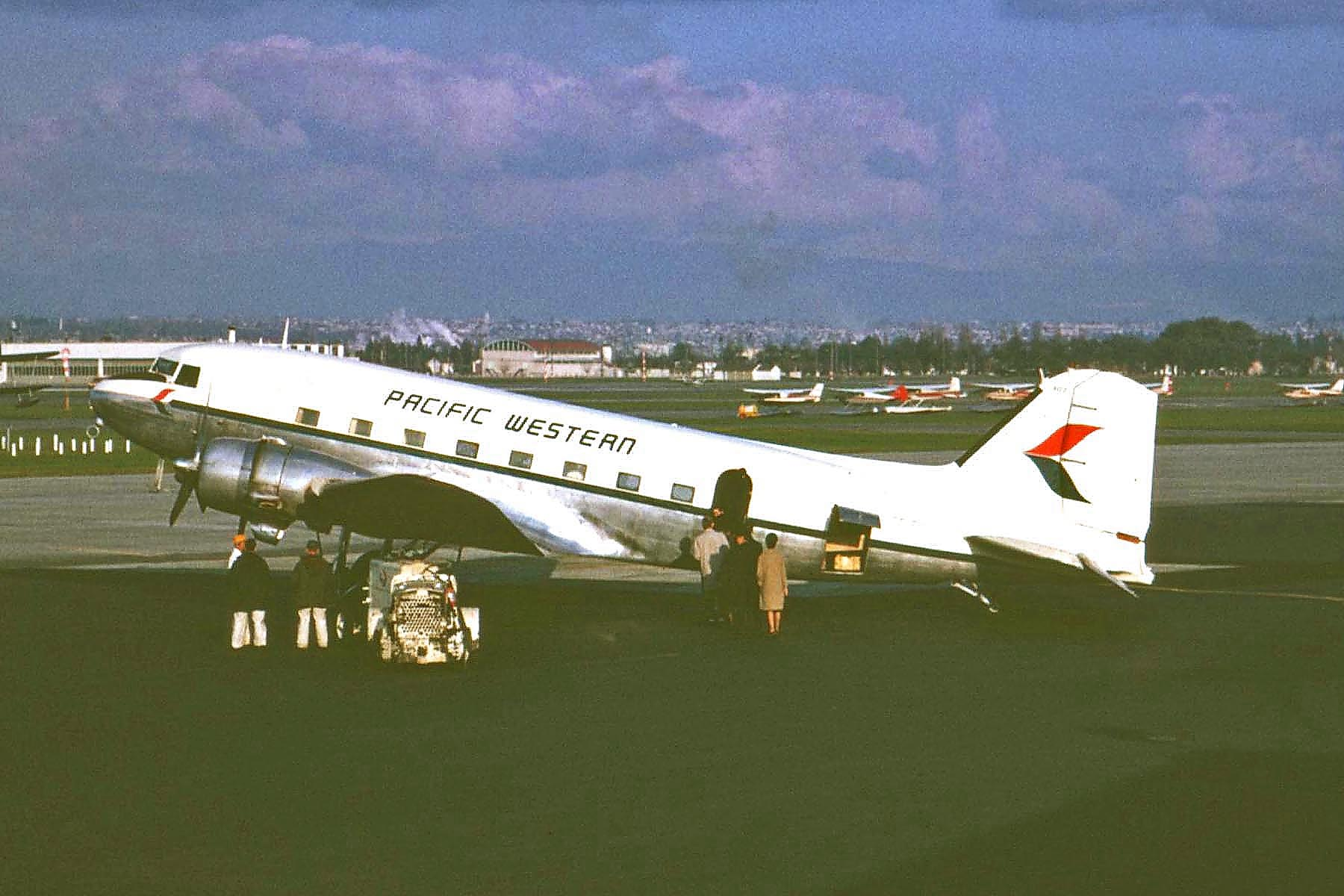
Eine Douglas DC-3 der PWA, Vancouver 1966

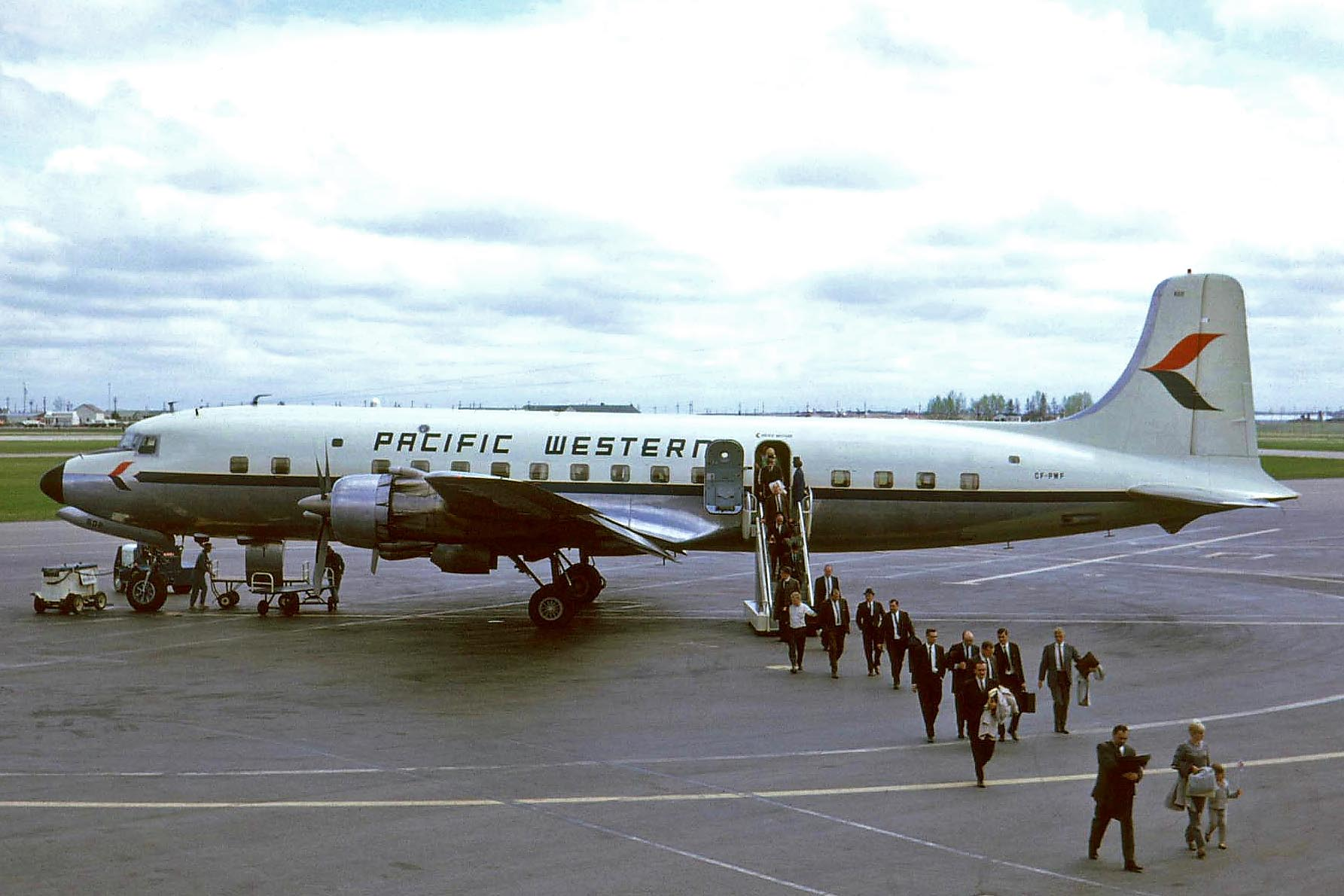
Eine Douglas DC-6 der PWA, Calgary 1967

Zuvor waren bei Pacific Western Airlines folgende Flugzeugtypen im Einsatz:
- Avro York
- Boeing 707
- Boeing 727-100C
- Boeing 737-300 (gemietet)
- Boeing 767-200ER
- Bristol 170
- Convair CV-340
- Convair CV-440
- Convair CV-640[12]
- Curtiss C-46 Commando
- de Havilland Canada DHC-3 Otter
- Douglas DC-3
- Douglas DC-4
- Douglas DC-6
- Douglas DC-7
- Grumman G-44 Widgeon
- Grumman G-73 Mallard
- Lockheed L-188 Electra
- NAMC YS-11 (übernommen von Transair)
- Nord 262 (übernommen von B.C. Air Lines)

## Zwischenfälle
Bei Pacific Western Airlines kam es bis zum Zusammenschluss zu Canadian Airlines International im Jahr 1987 zu 11 Totalschäden von Flugzeugen. Dabei kamen 63 Menschen ums Leben. Auszüge:
- Am 3. August 1955 verschwand eine Grumman Mallard der Pacific Western Airlines (Luftfahrzeugkennzeichen CF-IOA) zwischen Kemano und  Kitimat (British Columbia). Die Suche wurde nach einem Monat eingestellt. Drei Jahre später, am 23. Juli 1958, wurde das Wrack in rund 1500 Meter Höhe in der Nähe von Kemano gefunden. Alle 5 Insassen, zwei Piloten und drei Passagiere, waren ums Leben gekommen.[14][15]

- Am 17. September 1955 kam es bei einer Bristol 170 Mk. 31 der Pacific Western Airlines (PWA) (CF-GBT) auf einem Flug nach Yellowknife zu einem Triebwerksausfall, woraufhin die Piloten entschieden, zum Startflughafen Edmonton-Municipal umzukehren. Nach anderer Quelle wurde die Maschine von Associated Airways betrieben, die im selben Jahr von PWA übernommen wurde. Unter anderem aufgrund von mindestens 635 Kilogramm Überladung stürzte das Flugzeug jedoch 22 Kilometer nördlich von Thorhild (Alberta) auf einen Acker, obwohl man damit begonnen hatte, Ladung abzuwerfen. Von den 6 Insassen kamen 2 ums Leben, der Kapitän und ein Passagier.[16][17]

- Am 22. Mai 1956 stürzte eine Grumman G-44 Widgeon der Pacific Western Airlines (CF-GYZ) in die Eagle Bay nahe dem Zielflugplatz Kitimat (British Columbia). Alle 3 Insassen, der Pilot und die beiden Passagiere, wurden getötet. Sie waren auf einem Suchflug nach einem Fischer, der aus seinem Boot gefallen war.[18][19]

- Am 30. Mai 1956 brach das linke Hauptfahrwerk einer Bristol 170 Mk. 31 der Pacific Western Airlines (CF-TFZ) bei der Landung auf dem zugefrorenen Beaverlodge Lake (Nordwest-Territorien) durch das Eis des Sees. Das Flugzeug fiel auf die linke Tragfläche und wurde irreparabel beschädigt. Alle drei Besatzungsmitglieder überlebten.[20] Auch nach über 50 Jahren ist das Wrack dort noch gut erhalten (siehe Foto von 2010 auf Airliners.net[21]).

- Am 24. Juni 1957 überrollte eine Avro York C.1 der Pacific Western Airlines (CF-HFP) bei der Landung in Cape Parry (Nordwest-Territorien) das Landebahnende und wurde irreparabel beschädigt. Die beiden Piloten, einzige Insassen auf dem Frachtflug, überlebten.[22]

- Am 29. Januar 1960 entwickelten sich während des Fluges bei einer Curtiss C-46 Super C der Pacific Western Airlines (CF-PWD) Probleme mit dem rechten Triebwerk. Es wurde abgestellt, und die Piloten kehrten zum Ausgangsflughafen in Port Hardy (British Columbia) zurück. Bei der Landung überrollte die Maschine das Landebahnende in das sumpfige Gelände mit Baumstümpfen hinein. Das Flugzeug wurde irreparabel beschädigt. Alle 51 Insassen, 3 Besatzungsmitglieder und 48 Passagiere, überlebten den Unfall.[23]

- Am 16. Juli 1969 landete eine mit Maschinen beladene Lockheed L-100 Hercules der Pacific Western Airlines (CF-PWO) bei dunstigem oder nebligem Wetter auf dem Flugplatz in Caycaya (oder Cayaya, Caucaya) (Peru). Die rechte Tragfläche schlug auf dem Boden auf und brach ab, das Flugzeug geriet nach rechts von der Landebahn ab. Alle  Besatzungsmitglieder des Frachtflugs überlebten. Außer Pilotenfehlern wurde auch das Fehlen von Flugsicherung und fest installierten Landehilfen als Ursachen aufgeführt.[24][25][26]

- Am 17. September 1969 wurde eine Convair CV-640 der Pacific Western Airlines (CF-PWR) beim Anflug auf den Flughafen Campbell River (Vancouver Island) drei Kilometer vom Ziel entfernt in einen Hügel geflogen. Grund war das Fliegen eines improvisierten, nicht zulässigen Anflugverfahrens in schlechtem Wetter. Bei diesem CFIT, Controlled flight into terrain, wurden von den 15 Insassen 4 getötet, je zwei Besatzungsmitglieder und Passagiere.[27]

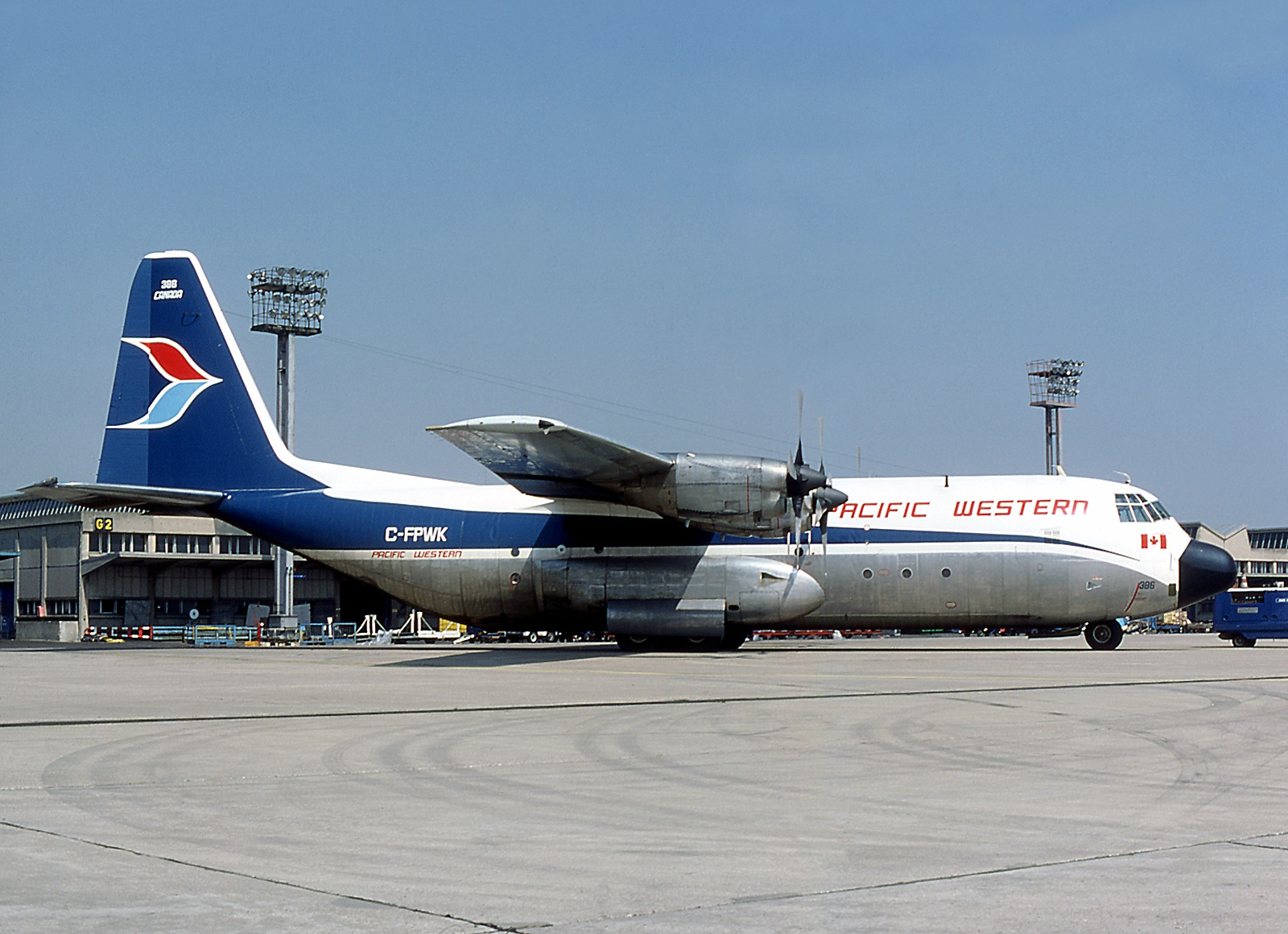
Eine mit der am 21. November 1976 verunglückten baugleiche Lockheed L-100 Hercules der PWA, Paris-Orly 1977

- Am 2. Januar 1973 wurde mit einer Boeing 707-321C der Pacific Western Airlines (CF-PWZ) ein Frachtflug von Toronto nach Edmonton durchgeführt. Das Flugzeug war mit 86 Rindern beladen. Drei Kilometer vor ihrem Zielflughafen streifte die Maschine Bäume und Stromleitungen und stürzte auf einen Wall in einer Kiesgrube. Die Rinder wurden bei dem Unfall nach vorne aus dem Flugzeugrumpf auf eine Entfernung von bis zu 100 Metern herausgeschleudert, alle fünf Besatzungsmitglieder starben. Ein Feuer brach aus. Die Unfallursache konnte nicht ermittelt werden (siehe auch Pacific-Western-Airlines-Flug 3801).[28]

- Am 21. November 1976 stürzte eine L-100-20 Hercules der Pacific Western Airlines (C-FPWX) bei Kisangani, Zaire ab. Die Piloten suchten nach einer Möglichkeit, die Maschine bei schlechter Sicht notzulanden, als ihre Maschine mit Bäumen und Termitenhügeln kollidierte. Dabei starben fünf von sechs Personen an Bord. Für eine Umkehr zu einem anderen Flughafen war nicht genug Kerosin an Bord (siehe auch Flugunfall der Pacific Western Airlines bei Kisangani).[29]

- Am 11. Februar 1978 landeten die Piloten einer Boeing 737-200 der Pacific Western Airlines (C-FPWC) gerade auf dem Cranbrook Airport, als sie feststellen mussten, dass ein Schneepflug ihre Landebahn noch nicht verlassen hatte. Sie aktivierten zunächst die Schubumkehr, leiteten jedoch im nächsten Moment ein Durchstartmanöver ein. Da beim Durchstarten die linke Schubumkehr noch aktiviert war, neigte sich das Flugzeug nach links und stürzte ab. Von den 49 Personen an Bord kamen 42 ums Leben (siehe auch Pacific-Western-Airlines-Flug 314).[30]